# Trachysalambria curvirostris
Trachysalambria curvirostris är en kräftdjursart som först beskrevs av William Stimpson 1860.  Trachysalambria curvirostris ingår i släktet Trachysalambria och familjen Penaeidae. Inga underarter finns listade i Catalogue of Life.